# Psycho Circus Tour
Psycho Circus Tour è un tour del gruppo hard rock statunitense Kiss, intrapreso tra il 31 ottobre 1998 e il 24 aprile del 1999 per promuovere l'album Psycho Circus.

## Antefatti
Fu il primo tour nella storia della musica ad aver introdotto effetti visivi in tre dimensioni.

Nel programma del tour finale della band, Simmons ha riflettuto su questo:
(Gene Simmons, 2019)

## Recensioni

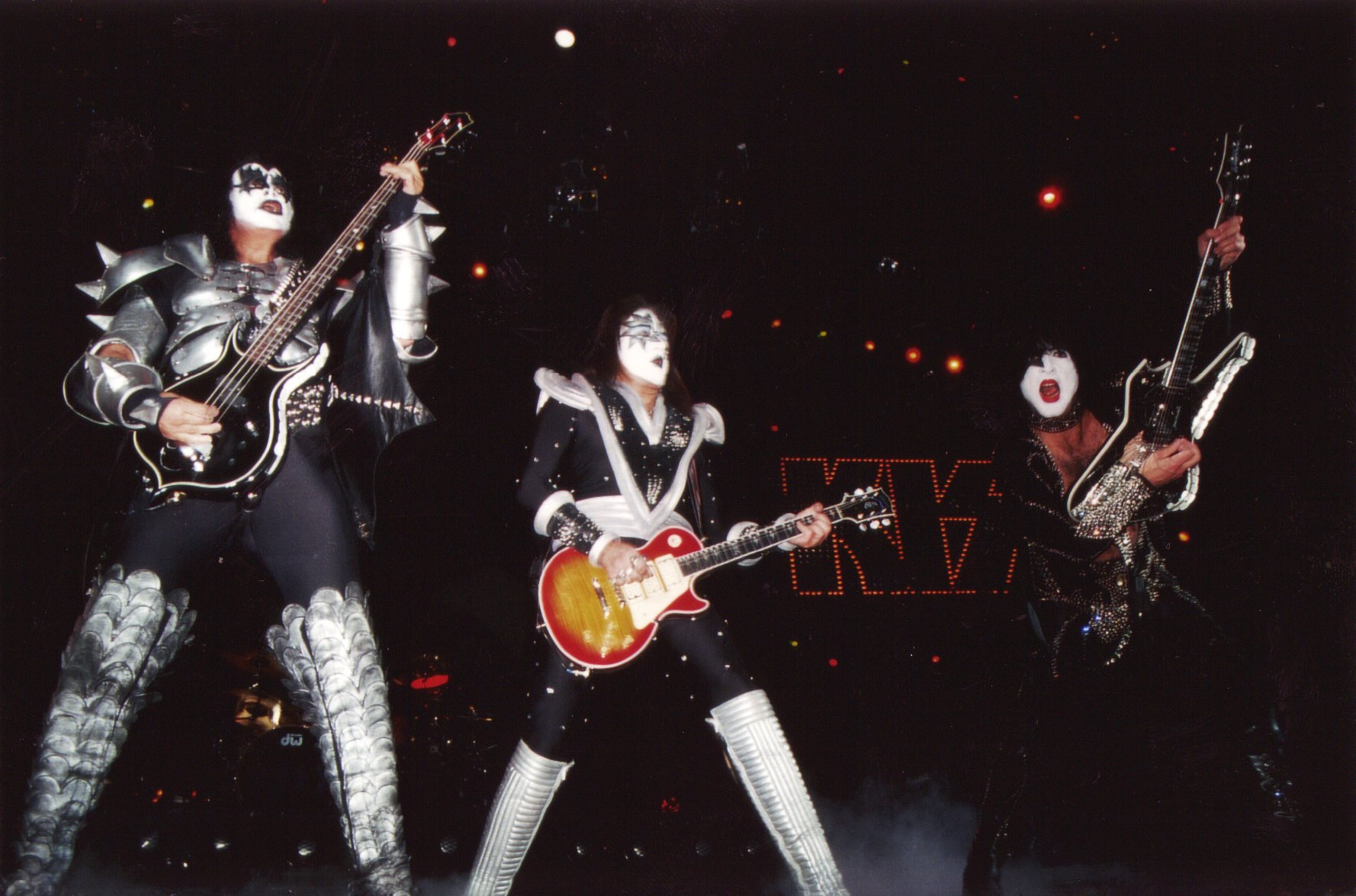
I Kiss in concerto a Parigi il 21 marzo 1999

Un giornalista del Los Angeles Times diede, al primo spettacolo al Dodger Stadium, una recensione mista. Il cronista notò le rughe delle superstar che, invecchiando, "creano il loro trucco in stile Kabuki" e l'attrazione del suono rock vintage anni '70 esagerato. Concludendo la recensione, il giornalista affermò che ciò che contava di più per la band e per i fan era "preservare l'essenza più dolce del rock 'n' roll: l'atteggiamento".

Un revisore del Milwaukee Journal Sentinel diede, alla performance del 20 dicembre 1998, una recensione positiva, affermando: "Giravolte, bufere di coriandoli, tamburi levitanti, sangue finto che sputa, calci alti sincronizzati, sputafuoco e immagini 3D schizzate su diversi maxi schermi. C'era anche musica, ovviamente: accordi mostruosi sfocati, bassi palpitanti e inno dopo l'inno in lode del rock tutta la notte e delle feste tutti i giorni... l'espediente 3-D era un pony unico e non così divertente come gli altri imbrogli della band".

Un giornalista di Nashville, riferì di Frehley, durante lo spettacolo alla Nashville Arena, il 2 gennaio 1999, affermando che il chitarrista solista stava facendo fumare la propria chitarra, notando gli effetti speciali che il corpo del suo strumento aveva con il fumo bianco e le raffiche di candele romane sparate al tetto dell'arena. Il giornalista concluse la propria recensione, affermando come ogni canzone parlasse di quanto sia bello fare rock and roll tutta la notte e festeggiare ogni giorno.

## Artisti d'apertura
- The Smashing Pumpkins = 1
- Econoline Crush = 2
- Ozone Monday = 3
- Econoline Crush = 4
- Caroline's Spine = 5
- Buckcherry = 6
- Justice = 7
- Natural Born Hippies = 8
- Rammstein = 9
- Puya = 10

## Date e tappe
| Data             | Città             | Stato           | Luogo                                  | Artisti d'apertura | Biglietti venduti / Biglietti disponibili | Incasso      | Riferimenti  |
| Nord America     | Nord America      | Nord America    | Nord America                           | Nord America       | Nord America                              | Nord America | Nord America |
| ---------------- | ----------------- | --------------- | -------------------------------------- | ------------------ | ----------------------------------------- | ------------ | ------------ |
| 31 ottobre 1998  | Los Angeles       | Stati Uniti     | Dodger Stadium                         | 1                  | 32 019 / 40 000                           | N.D.         | [ 12 ]       |
| 12 novembre 1998 | Boston            | Stati Uniti     | FleetCenter                            | 2                  | 19 720 / 25 000                           | $972 840     | [ 12 ]       |
| 13 novembre 1998 | Boston            | Stati Uniti     | FleetCenter                            | 2                  | 19 720 / 25 000                           | $972 840     | [ 12 ]       |
| 15 novembre 1998 | Albany            | Stati Uniti     | Pepsi Arena                            | 2                  | 7 239 / 15 000                            | N.D.         | [ 12 ]       |
| 16 novembre 1998 | Portland          | Stati Uniti     | Cumberland County Civic Center         | 2                  | 6 699 / 7 000                             | $217 718     | [ 12 ]       |
| 18 novembre 1998 | University Park   | Stati Uniti     | Bryce Jordan Center                    | 2                  | 6 274 / 12 037                            | N.D.         | [ 12 ]       |
| 19 novembre 1998 | Washington        | Stati Uniti     | MCI Center                             | 2                  | 8 217 / 15 492                            | N.D.         | [ 12 ]       |
| 21 novembre 1998 | Filadelfia        | Stati Uniti     | First Union Center                     | 2                  | 12 927 / 15 690                           | $566 130     | [ 13 ]       |
| 22 novembre 1998 | East Rutherford   | Stati Uniti     | Continental Airlines Arena             | 3                  | 14 858 / 14 858                           | $748 945     | [ 13 ]       |
| 23 novembre 1998 | New York          | Stati Uniti     | Madison Square Garden                  | 4                  | 15 173 / 15 173                           | $797 900     | [ 13 ]       |
| 25 novembre 1998 | Hartford          | Stati Uniti     | Hartford Civic Center                  | 4                  | 7 715 / 11 809                            | $300 820     | [ 14 ]       |
| 27 novembre 1998 | Uniondale         | Stati Uniti     | Nassau Coliseum                        | 4                  | 12 773 / 14 007                           | $626 730     | [ 13 ]       |
| 28 novembre 1998 | Rochester         | Stati Uniti     | War Memorial Arena                     | 4                  | 5 477 / 6 000                             | N.D.         | [ 12 ]       |
| 29 novembre 1998 | Buffalo           | Stati Uniti     | Marine Midland Arena                   | 4                  | 7 821 / 14 500                            | N.D.         | [ 12 ]       |
| 1 dicembre 1998  | Montréal          | Canada          | Molson Centre                          | 4                  | 11 728 / 14 603                           | N.D.         | [ 12 ]       |
| 2 dicembre 1998  | Toronto           | Canada          | SkyDome                                | 4                  | 15 608                                    | $620 868     | [ 12 ]       |
| 4 dicembre 1998  | Pittsburgh        | Stati Uniti     | Civic Arena                            | 4                  | 11 681 / 14 000                           | N.D.         | [ 12 ]       |
| 5 dicembre 1998  | Columbus          | Stati Uniti     | Value City Arena                       | 4                  | ~12 039 / 20 000                          | N.D.         | [ 12 ]       |
| 6 dicembre 1998  | Cleveland         | Stati Uniti     | Gund Arena                             | 4                  | 15 729 / 20 750                           | N.D.         | [ 12 ]       |
| 8 dicembre 1998  | Charleston        | Stati Uniti     | Charleston Civic Center                | 4                  | 5 121 / 9 000                             | N.D.         | [ 12 ]       |
| 9 dicembre 1998  | Lexington         | Stati Uniti     | Rupp Arena                             | 4                  | 7 760 / 17 980                            | N.D.         | [ 12 ]       |
| 11 dicembre 1998 | Dayton            | Stati Uniti     | Ervin J. Nutter Center                 | 4                  | 8 877 / 11 754                            | $337 457     | [ 14 ]       |
| 12 dicembre 1998 | Terre Haute       | Stati Uniti     | Hulman Center                          | 4                  | 4 696 / 8 671                             | N.D.         | [ 12 ]       |
| 13 dicembre 1998 | Indianapolis      | Stati Uniti     | Market Square Arena                    | 4                  | 9 805 / 14 908                            | N.D.         | [ 12 ]       |
| 15 dicembre 1998 | Minneapolis       | Stati Uniti     | Target Center                          | 4                  | 11 978 / 15 117                           | N.D.         | [ 12 ]       |
| 16 dicembre 1998 | Omaha             | Stati Uniti     | Omaha Civic Auditorium                 | 4                  | 10 419                                    | N.D.         | [ 12 ]       |
| 18 dicembre 1998 | Rockford          | Stati Uniti     | Rockford Metro Center                  | 4                  | 5 344 / 8 700                             | N.D.         | [ 12 ]       |
| 19 dicembre 1998 | Cedar Rapids      | Stati Uniti     | Five Seasons Center                    | 4                  | 7 861 / 9 200                             | N.D.         | [ 12 ]       |
| 20 dicembre 1998 | Milwaukee         | Stati Uniti     | Bradley Center                         | 4                  | 11 000 / 16 000                           | N.D.         | [ 12 ]       |
| 27 dicembre 1998 | Wisconsin         | Stati Uniti     | Dane County Coliseum                   | 5                  | 9 000 / 9 131                             | N.D.         | [ 12 ]       |
| 29 dicembre 1998 | Rosemont          | Stati Uniti     | Rosemont Horizon                       | 5                  | 10 774 / 12 100                           | $587 763     | [ 12 ]       |
| 30 dicembre 1998 | Grand Rapids      | Stati Uniti     | Van Andel Arena                        | 5                  | 7 834 / 12 790                            | N.D.         | [ 12 ]       |
| 31 dicembre 1998 | Auburn Hills      | Stati Uniti     | The Palace of Auburn Hills             | 5                  | 14 431 / 14 431                           | $936 625     | [ 15 ]       |
| 2 gennaio 1999   | Nashville         | Stati Uniti     | Nashville Arena                        | 3                  | 12 692 / 15 570                           | $488 901     | [ 16 ]       |
| 31 gennaio 1999  | Miami             | Stati Uniti     | Pro Player Stadium (Super Bowl XXXIII) | N.D.               | N.D.                                      | N.D.         | [ 16 ]       |
| Europa           |                   |                 |                                        |                    |                                           |              |              |
| 26 febbraio 1999 | Helsinki          | Finlandia       | Hartwall Areena                        | 6                  | ~10 000 / 12 000                          | N.D.         | [ 16 ]       |
| 28 febbraio 1999 | Oslo              | Norvegia        | Oslo Spektrum                          | 6                  | 8 000                                     | N.D.         | [ 16 ]       |
| 2 marzo 1999     | Stoccolma         | Svezia          | Globen Arena                           | 6                  | 14 000 / 16 000                           | N.D.         | [ 16 ]       |
| 3 marzo 1999     | Stoccolma         | Svezia          | Globen Arena                           | 6                  | ~15 000 / 16 000                          | N.D.         | [ 16 ]       |
| 4 marzo 1999     | Göteborg          | Svezia          | Scandinavium                           | 6                  | ~7 600 / 14 000                           | N.D.         | [ 16 ]       |
| 5 marzo 1999     | Göteborg          | Svezia          | Scandinavium                           | 6                  | 14 000                                    | N.D.         | [ 16 ]       |
| 7 marzo 1999     | Berlino           | Germania        | Velodrom                               | 6                  | N.D.                                      | N.D.         | [ 16 ]       |
| 8 marzo 1999     | Colonia           | Germania        | Kölnarena                              | 6                  | ~14 000 / 14 896                          | N.D.         | [ 16 ]       |
| 9 marzo 1999     | Francoforte       | Germania        | Festhalle                              | 6                  | ~11 000 / 15 179                          | N.D.         | [ 16 ]       |
| 11 marzo 1999    | Erfurt            | Germania        | Messehalle                             | 6                  | ~3 000 / 5 500                            | N.D.         | [ 16 ]       |
| 12 marzo 1999    | Brema             | Germania        | Stadthalle                             | 6                  | 10 500                                    | N.D.         | [ 16 ]       |
| 13 marzo 1999    | Rotterdam         | Paesi Bassi     | Ahoy Rotterdam                         | 6                  | ~14 300 / 17 000                          | N.D.         | [ 16 ]       |
| 15 marzo 1999    | Assago            | Italia          | Mediolanum Forum                       | 6                  | ~12 000                                   | N.D.         | [ 16 ]       |
| 17 marzo 1999    | Vienna            | Austria         | Wiener Stadthalle                      | 6                  | N.D.                                      | N.D.         | [ 16 ]       |
| 18 marzo 1999    | Praga             | Repubblica Ceca | Sportovní hala                         | 6                  | ~12 000 / 12 000                          | N.D.         | [ 16 ]       |
| 19 marzo 1999    | Monaco            | Germania        | Olympiahalle                           | 6                  | ~10 000 / 12 000                          | N.D.         | [ 16 ]       |
| 20 marzo 1999    | Stoccarda         | Germania        | Schleyerhalle                          | 6                  | ~14 900 / 15 500                          | N.D.         | [ 16 ]       |
| 22 marzo 1999    | Bercy             | Francia         | Palais Omnisports de Paris-Bercy       | 6                  | N.D.                                      | N.D.         | [ 16 ]       |
| 23 marzo 1999    | Forest            | Belgio          | Forest National                        | 6                  | N.D.                                      | N.D.         | [ 16 ]       |
| 25 marzo 1999    | Wembley           | Inghilterra     | Wembley Arena                          | 6                  | 12 500                                    | N.D.         | [ 16 ]       |
| 27 marzo 1999    | Dortmund          | Germania        | Westfalenhalle                         | 7                  | N.D.                                      | N.D.         | [ 16 ]       |
| 28 marzo 1999    | Kiel              | Germania        | Ostseehalle                            | 8                  | N.D.                                      | N.D.         | [ 16 ]       |
| Sud America      |                   |                 |                                        |                    |                                           |              |              |
| 10 aprile 1999   | Buenos Aires      | Argentina       | Monumental                             | 9                  | N.D.                                      | N.D.         | [ 16 ]       |
| 15 aprile 1999   | Porto Alegre      | Brasile         | Estádio Beira-Rio                      | 9                  | ~35 000                                   | N.D.         | [ 16 ]       |
| 17 aprile 1999   | San Paolo         | Brasile         | Circuito di Interlagos                 | 9                  | N.D.                                      | N.D.         | [ 16 ]       |
| 21 aprile 1999   | San Juan          | Porto Rico      | Coliseo Roberto Clemente               | 10                 | ~15 000                                   | N.D.         | [ 16 ]       |
| Nord America     |                   |                 |                                        |                    |                                           |              |              |
| 24 aprile 1999   | Città del Messico | Messico         | Foro Sol                               | 9                  | N.D.                                      | N.D.         | [ 16 ]       |
| Totale           | Totale            | Totale          | Totale                                 | Totale             | ~594 089 / 734 373 (80,89%)               | $7 202 697   | N.D.         |

### Date cancellate o rinviate
| Data            | Città             | Stato       | Luogo                      | Motivazione |
| --------------- | ----------------- | ----------- | -------------------------- | --- |
| 29 gennaio 1999 | Fort Lauderdale   | Stati Uniti | National Car Rental Center | Scarse vendite di biglietti a causa del Super Bowl                                                                |
| 1 marzo 1999    | Copenhagen        | Danimarca   | Forum Copenhagen           | Scarse vendite di biglietti/date aggiunte in Svezia che avrebbero costretto la band a suonare 6 giorni di seguito |
| 1 aprile 1999   | Mosca             | Russia      | Olympic Arena              | Questioni politiche e di sicurezza russe                                                                          |
| 2 aprile 1999   | Mosca             | Russia      | Olympic Arena              | Questioni politiche e di sicurezza russe                                                                          |
| 4 aprile 1999   | San Pietroburgo   | Russia      | SKK Peterburgskiy          | Questioni politiche e di sicurezza russe                                                                          |
| 13 aprile 1999  | Santiago del Cile | Cile        | Velodrome Estadio Nacional | Problemi logistici                                                                                                |

## Scaletta

### Scaletta generica
Questa è una scaletta generale che però non rappresenta la totalità del tour.
1. Psycho Circus
2. Shout It Out Loud
3. Deuce
4. Do You Love Me?
5. Firehouse
6. Shock Me
7. Let Me Go, Rock 'N Roll
8. Calling Dr. Love
9. Into The Void (con assolo di chitarra di Ace Frehley)
10. King Of The Night Time World (con assolo di basso di Gene Simmons)
11. God Of Thunder
12. Cold Gin
13. Within (con assolo di batteria di Peter Criss)
14. 100,000 Years
15. Love Gun
16. Rock And Roll All Nite

Bis
1. Beth
2. Detroit Rock City
3. Black Diamond

Curiosità sulla scaletta
- She e Nothin' To Lose vennero suonate solamente al Dodger Stadium di Los Angeles.
- Makin' Love fu aggiunta dal secondo spettacolo in poi, ma fu abbandonata dopo alcune esibizioni.
- Cold Gin fu scartata il 5 marzo, dopo lo show a Göteborg.
- I Was Made For Lovin' You fu suonata nelle prime date, ma fu scartata dopo poco. Fu poi ripresa per le date sudamericane ed europee.

### Scalette dei concerti nordamericani
Si tratta della scaletta suonata al Dodger Stadium di Los Angeles, il 31 ottobre 1998.
1. Psycho Circus
2. Shout It Out Loud
3. Let Me Go, Rock 'N Roll
4. Shock Me
5. Do You Love Me
6. Calling Dr. Love
7. Firehouse
8. Cold Gin
9. Nothin' To Lose
10. She
11. Assolo di batteria di Peter Criss
12. I Was Made For Lovin' You
13. Into The Void
14. Assolo di chitarra di Ace Frehley
15. Love Gun (con Paul Stanley che vola sopra la folla)
16. Within[22]
17. 100,000 Years
18. King Of The Night Time World
19. Assolo di basso di Gene Simmons (quest'ultimo assieme sputa sangue e vola verso l'alto)
20. God Of Thunder
21. Deuce
22. Detroit Rock City

Bis
1. Beth
2. Black Diamond
3. Rock And Roll All Nite

Si tratta della scaletta suonata al FleetCenter di Boston, il 12 novembre 1998.
1. Psycho Circus
2. Shout It Out Loud
3. Deuce
4. Do You Love Me
5. Let Me Go, Rock 'N Roll
6. Shock Me
7. Within
8. Firehouse
9. Calling Dr. Love
10. Makin' Love
11. Cold Gin[24]
12. King Of The Night Time World
13. Into The Void
14. Assolo di chitarra
15. 100,000 Years
16. Assolo di basso di Gene Simmons (quest'ultimo poi sputa sangue e vola verso l'alto)
17. God Of Thunder
18. Assolo di batteria di Peter Criss
19. I Was Made For Lovin' You
20. Love Gun
21. Detroit Rock City

Bis
1. Beth
2. Black Diamond
3. Rock And Roll All Nite

Qui invece la scaletta del 13 novembre 1998.
1. Psycho Circus
2. Shout It Out Loud
3. Deuce
4. Do You Love Me
5. Firehouse
6. Shock Me
7. Let Me Go, Rock 'N Roll
8. Cold Gin
9. Calling Dr. Love
10. Into The Void
11. Assolo di chitarra
12. Makin' Love
13. Assolo di basso di Gene Simmons (quest'ultimo poi sputa sangue e vola verso l'alto)
14. God Of Thunder
15. 100,000 Years
16. Within
17. Assolo di batteria di Peter Criss
18. I Was Made For Lovin' You
19. King Of The Night Time World
20. Love Gun
21. Rock And Roll All Nite

Bis
1. Beth
2. Detroit Rock City
3. Black Diamond

Si tratta della scaletta suonata al First Union Center di Filadelfia, il 21 novembre 1998.
1. Psycho Circus
2. Shout It Out Loud
3. Deuce
4. Do You Love Me
5. Firehouse
6. Shock Me
7. Let Me Go, Rock 'N Roll
8. Cold Gin
9. Calling Dr. Love
10. Into The Void
11. Assolo di chitarra
12. Makin' Love
13. Assolo di basso di Gene Simmons (con quest'ultimo che sputa sangue e vola verso l'alto)
14. God Of Thunder
15. King Of The Night Time World
16. Within
17. Assolo di batteria di Peter Criss
18. I Was Made For Lovin' You
19. 100,000 Years
20. Love Gun
21. Rock And Roll All Nite

Bis
1. Beth
2. Detroit Rock City
3. Black Diamond

Si tratta della scaletta suonata al Madison Square Garden di New York, il 23 novembre 1998.
1. Psycho Circus
2. Shout It Out Loud
3. Deuce
4. Do You Love Me
5. Firehouse
6. Shock Me
7. Let Me Go, Rock 'N Roll
8. Cold Gin
9. Calling Dr. Love
10. Into The Void
11. Assolo di chitarra
12. Makin' Love
13. Assolo di basso di Gene Simmons (con quest'ultimo che sputa sangue e vola verso l'alto)
14. God Of Thunder
15. King Of The Night Time World
16. Within
17. Assolo di batteria di Peter Criss
18. I Was Made For Lovin' You
19. Love Gun
20. 100,000 Years
21. Rock And Roll All Nite

Bis
1. Beth
2. Detroit Rock City
3. Black Diamond

Si tratta della scaletta suonata al Nassau Coliseum di Uniondale, il 27 novembre 1998.
1. Psycho Circus
2. Shout It Out Loud
3. Deuce
4. Do You Love Me
5. Firehouse
6. Shock Me
7. Let Me Go, Rock 'N Roll
8. Calling Dr. Love
9. Into The Void
10. Assolo di chitarra
11. King Of The Night Time World
12. Assolo di basso di Gene Simmons (quest'ultimo anche sputa sangue e vola verso l'alto)
13. God Of Thunder
14. Within
15. Assolo di batteria di Peter Criss
16. Cold Gin
17. Love Gun
18. 100,000 Years
19. Rock And Roll All Nite

Bis
1. Beth
2. Detroit Rock City[29]
3. Black Diamond

Si tratta della scaletta suonata al Rosemont Horizon di Rosemont, il 29 dicembre 1998.
1. Psycho Circus
2. Shout It Out Loud
3. Deuce
4. Do You Love Me
5. Firehouse
6. Shock Me
7. Let Me Go, Rock 'N Roll
8. Calling Dr. Love
9. Into The Void
10. Assolo di chitarra
11. King Of The Night Time World
12. Assolo di basso di Gene Simmons (quest'ultimo sputa sangue e vola verso l'alto)
13. God Of Thunder
14. Within
15. Assolo di batteria di Peter Criss
16. Cold Gin
17. Love Gun
18. 100,000 Years
19. Rock And Roll All Nite

Bis
1. Beth
2. Detroit Rock City
3. Black Diamond

Si tratta della scaletta suonata al The Palace of Auburn Hills di Auburn Hills, il 31 dicembre 1998.
1. Psycho Circus
2. Shout It Out Loud
3. Deuce
4. Do You Love Me
5. Firehouse
6. Shock Me
7. Let Me Go, Rock 'N Roll
8. Calling Dr. Love
9. Into The Void
10. Assolo di chitarra
11. King Of The Night Time World
12. Assolo di basso di Gene Simmons (con quest'ultimo che sputa sangue e vola verso l'alto)
13. God Of Thunder
14. Within
15. Assolo di batteria di Peter Criss
16. Cold Gin
17. Love Gun
18. 100,000 Years
19. Rock And Roll All Nite

Bis
1. Beth
2. Black Diamond
3. Detroit Rock City

### Scaletta dei concerti europei
Si tratta della scaletta suonata all'Hartwall Areena di Helsinki, il 26 febbraio 1999.
1. Psycho Circus
2. Shout It Out Loud
3. Deuce
4. Do You Love Me
5. Firehouse
6. Shock Me
7. Let Me Go, Rock 'N Roll
8. Calling Dr. Love
9. Into The Void
10. Assolo di chitarra
11. King Of The Night Time World
12. Assolo di basso di Gene Simmons (quest'ultimo sputa sangue e vola verso l'alto)
13. God Of Thunder
14. Within
15. Assolo di batteria di Peter Criss
16. Cold Gin
17. Love Gun
18. 100,000 Years
19. I Was Made For Lovin' You
20. Rock And Roll All Nite

Bis
1. Beth
2. Detroit Rock City
3. Black Diamond

Si tratta della scaletta suonata al Oslo Spectrum di Oslo.
1. Psycho Circus
2. Shout It Out Loud
3. Deuce
4. Do You Love Me
5. Firehouse
6. Shock Me
7. Calling Dr. Love
8. Let Me Go, Rock 'N Roll
9. Into The Void
10. Assolo di chitarra
11. King Of The Night Time World
12. Assolo di basso di Gene Simmons (quest'ultimo sputa sangue e vola verso l'alto)
13. God Of Thunder
14. Within
15. Assolo di batteria di Peter Criss
16. Cold Gin
17. Love Gun
18. 100,000 Years
19. I Was Made For Lovin' You
20. Rock And Roll All Nite

Bis
1. Beth
2. Detroit Rock City
3. Black Diamond

Si tratta dei concerti suonato alla Globen Arena di Stoccolma, il 2 e 3 marzo 1999.
1. Psycho Circus
2. Shout It Out Loud
3. Deuce
4. Do You Love Me
5. Firehouse
6. Shock Me
7. Let Me Go, Rock 'N Roll
8. Calling Dr. Love
9. Into The Void
10. Assolo di chitarra
11. King Of The Night Time World
12. Assolo di basso di Gene Simmons (quest'ultimo sputa sangue e vola verso l'alto)
13. Within
14. Assolo di batteria di Peter Criss
15. Cold Gin
16. Love Gun
17. 100,000 Years
18. I Was Made For Lovin' You
19. Rock And Roll All Nite

Bis
1. Beth
2. Detroit Rock City
3. Black Diamond

Si tratta della scaletta suonata allo Scandinavium di Göteborg, il 4 marzo 1999.
1. Detroit Rock City
2. Psycho Circus
3. Shout It Out Loud
4. Deuce
5. Do You Love Me
6. Firehouse
7. Shock Me
8. Let Me Go, Rock 'N Roll
9. Calling Dr. Love
10. Into The Void
11. Assolo di chitarra
12. King Of The Night Time World
13. Assolo di basso di Gene Simmons (quest'ultimo sputa sangue e vola verso l'alto)
14. God Of Thunder
15. Within
16. Assolo di batteria di Peter Criss
17. Cold Gin
18. Love Gun
19. 100,000 Years
20. Rock And Roll All Nite

Bis
1. Beth
2. I Was Made For Lovin' You
3. Black Diamond

Qui la scaletta del 5 marzo 1999.
1. Psycho Circus
2. Shout It Out Loud
3. Deuce
4. Do You Love Me
5. Firehouse
6. Shock Me
7. Let Me Go, Rock 'N Roll
8. Calling Dr. Love
9. Into The Void
10. Assolo di chitarra
11. King Of The Night Time World
12. Assolo di basso di Gene Simmons (quest'ultimo sputa sangue e vola verso l'alto)
13. God Of Thunder
14. Within
15. Assolo di batteria di Peter Criss
16. Cold Gin
17. Love Gun
18. 100,000 Years
19. I Was Made For Lovin' You
20. Rock And Roll All Nite

Bis
1. Beth
2. Detroit Rock City
3. Black Diamond

Si tratta della scaletta suonata al Velodrom di Berlino, il 7 marzo 1999.
1. Psycho Circus
2. Shout It Out Loud
3. Deuce
4. Do You Love Me
5. Firehouse
6. Shock Me
7. Let Me Go, Rock 'N Roll
8. Calling Dr. Love
9. Into The Void
10. Assolo di chitarra
11. King Of The Night Time World
12. Assolo di basso di Gene Simmons (quest'ultimo sputa sangue e vola verso l'alto)
13. God Of Thunder
14. Within
15. Assolo di batteria di Peter Criss
16. I Was Made For Lovin' You
17. Love Gun
18. 100,000 Years
19. Rock And Roll All Nite

Bis
1. Beth
2. Detroit Rock City
3. Black Diamond

Si tratta della scaletta suonata alla Kölnarena di Colonia, l'8 marzo 1999.
1. Psycho Circus
2. Shout It Out Loud
3. Deuce
4. Do You Love Me
5. Firehouse
6. Shock Me
7. Let Me Go, Rock 'N Roll
8. Calling Dr. Love
9. Into The Void
10. Assolo di chitarra
11. King Of The Night Time World
12. Assolo di basso di Gene Simmons (quest'ultimo sputa sangue e vola verso l'alto)
13. God Of Thunder
14. Within
15. Assolo di batteria di Peter Criss
16. I Was Made For Lovin' You
17. Love Gun
18. 100,000 Years
19. Rock And Roll All Nite

Bis
1. Beth
2. Detroit Rock City
3. Black Diamond

Si tratta della scaletta suonata al Festhalle di Francoforte, il 9 marzo 1999.
1. Psycho Circus
2. Shout It Out Loud
3. Deuce
4. Do You Love Me
5. Firehouse
6. Shock Me
7. Let Me Go, Rock 'N Roll
8. Calling Dr. Love
9. Into The Void
10. Assolo di chitarra
11. King Of The Night Time World
12. Assolo di basso di Gene Simmons (quest'ultimo sputa sangue e vola verso l'alto)
13. God Of Thunder
14. Within
15. Assolo di batteria di Peter Criss
16. I Was Made For Lovin' You
17. Love Gun
18. 100,000 Years
19. Rock And Roll All Nite

Bis
1. Beth
2. Detroit Rock City
3. Black Diamond

Si tratta della scaletta suonata al Messehalle di Erfurt, il 11 marzo 1999.
1. Psycho Circus
2. Shout It Out Loud
3. Deuce
4. Do You Love Me
5. Firehouse
6. Shock Me
7. Let Me Go, Rock 'N Roll
8. Calling Dr. Love
9. Into The Void
10. Assolo di chitarra
11. King Of The Night Time World
12. Assolo di basso di Gene Simmons (quest'ultimo sputa sangue e vola verso l'alto)
13. God Of Thunder
14. Within
15. Assolo di batteria di Peter Criss
16. I Was Made For Lovin' You
17. Love Gun
18. 100,000 Years
19. Rock And Roll All Nite

Bis
1. Beth
2. Detroit Rock City
3. Black Diamond

Si tratta della scaletta suonata al Stadthalle di Brema, il 12 marzo 1999.
1. Psycho Circus
2. Shout It Out Loud
3. Deuce
4. Do You Love Me
5. Firehouse
6. Shock Me
7. Let Me Go, Rock 'N Roll
8. Calling Dr. Love
9. Into The Void
10. Assolo di chitarra
11. King Of The Night Time World
12. Assolo di basso di Gene Simmons (quest'ultimo sputa sangue e vola verso l'alto)
13. God Of Thunder
14. Within
15. Assolo di batteria di Peter Criss
16. I Was Made For Lovin' You
17. Love Gun
18. 100,000 Years
19. Rock And Roll All Nite

Bis
1. Beth
2. Detroit Rock City
3. Black Diamond

Si tratta della scaletta suonata all'Ahoy Rotterdam di Rotterdam, il 13 marzo 1999.
Si tratta della scaletta suonata al Mediolanum Forum di Assago, il 15 marzo 1999.
1. Psycho Circus
2. Shout It Out Loud
3. Deuce
4. Do You Love Me
5. Firehouse
6. Shock Me
7. Let Me Go, Rock 'N Roll
8. Calling Dr. Love
9. Into The Void
10. Assolo di chitarra
11. King Of The Night Time World
12. Assolo di basso di Gene Simmons (quest'ultimo sputa sangue e vola verso l'alto)
13. God Of Thunder
14. Within
15. Assolo di batteria di Peter Criss
16. I Was Made For Lovin' You
17. Love Gun
18. 100,000 Years
19. Rock And Roll All Nite

Bis
1. Beth
2. Detroit Rock City
3. Black Diamond

Si tratta della scaletta suonata al Wiener Stadthalle di Vienna, il 17 marzo 1999.
1. Psycho Circus
2. Shout It Out Loud
3. Deuce
4. Do You Love Me
5. Firehouse
6. Shock Me
7. Let Me Go, Rock 'N Roll
8. Calling Dr. Love
9. Into The Void
10. Assolo di chitarra
11. King Of The Night Time World
12. Assolo di basso di Gene Simmons (quest'ultimo sputa sangue e vola verso l'alto)
13. God Of Thunder
14. Within
15. Assolo di batteria di Peter Criss
16. I Was Made For Lovin' You
17. Love Gun
18. 100,000 Years
19. Rock And Roll All Nite

Bis
1. Beth
2. Detroit Rock City
3. Black Diamond

Si tratta della scaletta suonata alla Sportovní hala di Praga, il 18 marzo 1999.
1. Psycho Circus
2. Shout It Out Loud
3. Deuce
4. Do You Love Me
5. Firehouse
6. Shock Me
7. Let Me Go, Rock 'N Roll
8. Calling Dr. Love
9. Into The Void
10. Assolo di chitarra
11. King Of The Night Time World
12. Assolo di basso di Gene Simmons (quest'ultimo sputa sangue e vola verso l'alto)
13. God Of Thunder
14. Within
15. Assolo di batteria di Peter Criss
16. I Was Made For Lovin' You
17. Love Gun
18. 100,000 Years
19. Rock And Roll All Nite

Bis
1. Beth
2. Detroit Rock City
3. Black Diamond'

Si tratta della scaletta suonata all'Olympiahalle di Monaco, il 19 marzo 1999.
1. Psycho Circus
2. Shout It Out Loud
3. Deuce
4. Do You Love Me
5. Firehouse
6. Shock Me
7. Let Me Go, Rock 'N Roll
8. Calling Dr. Love
9. Into The Void
10. Assolo di chitarra
11. King Of The Night Time World
12. Assolo di basso di Gene Simmons (quest'ultimo sputa sangue e vola verso l'alto)
13. God Of Thunder
14. Within
15. Assolo di batteria di Peter Criss
16. I Was Made For Lovin' You
17. Love Gun
18. 100,000 Years
19. Rock And Roll All Nite

Bis
1. Beth
2. Detroit Rock City
3. Black Diamond

Si tratta della scaletta suonata allo Schleyerhalle di Stoccarda, il 20 marzo 1999.
1. Psycho Circus
2. Shout It Out Loud
3. Deuce
4. Do You Love Me
5. Firehouse
6. Shock Me
7. Let Me Go, Rock 'N Roll
8. Calling Dr. Love
9. Into The Void
10. Assolo di chitarra
11. King Of The Night Time World
12. Assolo di basso di Gene Simmons (quest'ultimo sputa sangue e vola verso l'alto)
13. God Of Thunder
14. Within
15. Assolo di batteria di Peter Criss
16. I Was Made For Lovin' You
17. Love Gun
18. 100,000 Years
19. Rock And Roll All Nite

Bis
1. Beth
2. Detroit Rock City
3. Black Diamond

Si tratta della scaletta suonata al Palais Omnisports de Paris-Bercy di Parigi, il 22 marzo 1999.
1. Psycho Circus
2. Shout It Out Loud
3. Deuce
4. Do You Love Me
5. Firehouse
6. Shock Me
7. Let Me Go, Rock 'N Roll
8. Calling Dr. Love
9. Into The Void
10. Assolo di chitarra
11. King Of The Night Time World
12. Assolo di basso di Gene Simmons (quest'ultimo sputa sangue e vola verso l'alto)
13. God Of Thunder
14. Within
15. Assolo di batteria di Peter Criss
16. I Was Made For Lovin' You
17. Love Gun
18. 100,000 Years
19. Rock And Roll All Nite

Bis
1. Beth
2. Detroit Rock City
3. Black Diamond

Si tratta della scaletta suonata al Forest National di Forest, il 23 marzo 1999.
Si tratta della scaletta suonata alla Wembley Arena di Wembley, il 25 marzo 1999.
1. Psycho Circus
2. Shout It Out Loud
3. Deuce
4. Do You Love Me
5. Firehouse
6. Shock Me
7. Let Me Go, Rock 'N Roll
8. Calling Dr. Love
9. Into The Void
10. Assolo di chitarra
11. King Of The Night Time World
12. Assolo di basso di Gene Simmons (quest'ultimo sputa sangue e vola verso l'alto)
13. God Of Thunder
14. Within
15. Assolo di batteria di Peter Criss
16. I Was Made For Lovin' You
17. Love Gun
18. 100,000 Years
19. Rock And Roll All Nite

Bis
1. Beth
2. Detroit Rock City
3. Black Diamond

Si tratta della scaletta suonata al Westfalenhalle di Dortmund, il 27 marzo 1999.
1. Psycho Circus
2. Shout It Out Loud
3. Deuce
4. Do You Love Me
5. Firehouse
6. Shock Me
7. Let Me Go, Rock 'N Roll
8. Calling Dr. Love
9. Into The Void
10. Assolo di chitarra
11. King Of The Night Time World
12. Assolo di basso di Gene Simmons (quest'ultimo sputa sangue e vola verso l'alto)
13. God Of Thunder
14. Within
15. Assolo di batteria di Peter Criss
16. I Was Made For Lovin' You
17. Love Gun
18. 100,000 Years
19. Rock And Roll All Nite

Bis
1. Beth
2. Detroit Rock City
3. Black Diamond

Si tratta della scaletta suonata al Ostseehalle di Kiel, il 28 marzo 1999.
1. Psycho Circus
2. Shout It Out Loud
3. Deuce
4. Do You Love Me
5. Firehouse
6. Shock Me
7. Let Me Go, Rock 'N Roll
8. Calling Dr. Love
9. Into The Void
10. Assolo di chitarra
11. King Of The Night Time World
12. Assolo di basso di Gene Simmons (quest'ultimo sputa sangue e vola verso l'alto)
13. God Of Thunder
14. Within
15. Assolo di batteria di Peter Criss
16. I Was Made For Lovin' You
17. Love Gun
18. 100,000 Years
19. Rock And Roll All Nite

Bis
1. Beth
2. Detroit Rock City
3. Black Diamond

### Scaletta dei concerti sudamericani
Si tratta della scaletta suonata al Monumental di Buenos Aires, il 10 aprile 1999.
1. Psycho Circus
2. Shout It Out Loud
3. Deuce
4. Do You Love Me
5. Firehouse
6. Shock Me
7. Let Me Go, Rock 'N Roll
8. Calling Dr. Love
9. Into The Void
10. Assolo di chitarra
11. King Of The Night Time World
12. Assolo di basso di Gene Simmons (quest'ultimo sputa anche sangue e vola verso l'alto)
13. God Of Thunder
14. Within
15. Assolo di batteria di Peter Criss
16. I Was Made For Lovin' You
17. Love Gun
18. 100,000 Years
19. Rock And Roll All Nite

Bis
1. Beth
2. Detroit Rock City
3. Black Diamond

Si tratta della scaletta suonata all'Estádio Beira-Rio di Porto Alegre, il 15 aprile 1999.
1. Psycho Circus
2. Shout It Out Loud
3. Deuce
4. Do You Love Me
5. Firehouse
6. Shock Me
7. Let Me Go, Rock 'N Roll
8. Calling Dr. Love
9. Into The Void
10. Assolo di chitarra
11. King Of The Night Time World
12. Assolo di basso di Gene Simmons (quest'ultimo sputa anche sangue e vola verso l'alto)
13. God Of Thunder
14. Within
15. Assolo di batteria di Peter Criss
16. I Was Made For Lovin' You
17. Love Gun
18. 100,000 Years
19. Rock And Roll All Nite

Bis
1. Beth
2. Detroit Rock City
3. Black Diamond

Si tratta della scaletta suonata al Circuito di Interlagos di San Paolo, il 17 aprile 1999.
1. Psycho Circus
2. Shout It Out Loud
3. Deuce
4. Do You Love Me
5. Firehouse
6. Shock Me
7. Let Me Go, Rock 'N Roll
8. Calling Dr. Love
9. Into The Void
10. Assolo di chitarra
11. King Of The Night Time World
12. Assolo di basso di Gene Simmons (quest'ultimo sputa anche sangue e vola verso l'alto)
13. God Of Thunder
14. Within
15. Assolo di batteria di Peter Criss
16. I Was Made For Lovin' You
17. Love Gun
18. 100,000 Years
19. Rock And Roll All Nite

Bis
1. Beth
2. Detroit Rock City
3. Black Diamond

Si tratta della scaletta suonata al Coliseo Roberto Clemente di San Juan, il 21 aprile 1999.
1. Psycho Circus
2. Shout It Out Loud
3. Deuce
4. Do You Love Me
5. Firehouse
6. Shock Me
7. Let Me Go, Rock 'N Roll
8. Calling Dr. Love
9. Into The Void
10. Assolo di chitarra
11. King Of The Night Time World
12. Assolo di basso di Gene Simmons (quest'ultimo sputa anche sangue e vola verso l'alto)
13. God Of Thunder
14. Within
15. Assolo di batteria di Peter Criss
16. I Was Made For Lovin' You
17. Love Gun
18. 100,000 Years
19. Rock And Roll All Nite

Bis
1. Beth
2. Detroit Rock City
3. Black Diamond

## Formazione
- Gene Simmons - basso, voce
- Paul Stanley - chitarra ritmica, voce
- Peter Criss - batteria, voce
- Ace Frehley - chitarra solista, voce